# Alejandro Serani
Alejandro Serani Burgos (Antuco, 3 de mayo de 1901-Santiago, 23 de marzo de 1982) fue un abogado y político chileno. Se desempeñó como intendente, diputado, y ministro de Estado durante los gobiernos de los presidentes Arturo Alessandri y Gabriel González Videla. Fue además masón, ejerciendo como Gran Maestro de la Gran Logia de Chile entre 1954 y 1957.

## Familia y estudios
Nació en la comuna chilena de Antuco el 3 de mayo de 1901, hijo de Ceferino Serani Di Cocco y Magdalena Burgos Binet, ambos de ascendencia europea. Realizó sus estudios primarios y secundarios en el Liceo de Hombres de Temuco. Continuó los superiores el Instituto Pedagógico y en la Escuela de Derecho de la Universidad de Chile; se tituló de profesor de matemáticas en 1924 y, el 20 de noviembre de 1928, recibió el título de abogado, con la tesis sobre Teorías sobre investigación de los Delitos. Durante su etapa universitaria fue presidente, vicepresidente y secretario de los Centros de Estudiantes de Derecho y Pedagogía. Además, fue director de la Federación de Estudiantes de la Universidad de Chile (FECh).
Se casó en dos oportunidades, primero 
con Marta Martelli Devia, de quien enviudó y tuvo tres hijos: César, Mario y Patricio; y en segundas nupcias, en Santiago, el 18 de junio de 1962, con Guilda Mostazal González, con quien tuvo dos hijos: Nancy y Jorge Alejandro.

## Carrera profesional
Se dedicó a la docencia como profesor de los Liceos de Los Andes y San Felipe y ocupó los puestos de vicerrector del Liceo Nocturno Federico Hansen y de rector de los Liceos de Rengo y Los Ángeles.
Entre otras actividades, fue secretario y miembro del Ateneo del Liceo de Temuco; de Boy Scouts de Bío-Bío; y de la Liga de Estudiantes Pobres. Asimismo, fue presidente de la Conferencia Internacional del Trabajo, celebrada en Santiago de Chile.

## Carrera política
Militó en el Partido Demócrata,  influenciado por Francisco Melivilu Henríquez, y en 1941 participó de la fusión de éste al Partido Democrático. Este último se fraccionó el año 1952 para las elecciones presidenciales, cuando integraba su directiva y luego no volvió a tener actividad partidaria.
En la presidencia provisional de Carlos Dávila, presidente de la Junta de Gobierno; fue nombrado intendente de la provincia de Biobío el 30 de junio de 1932, pero renunció al cargo en julio del mismo año.
En las elecciones parlamentarias de 1932, fue elegido como diputado por la Decimonovena Agrupación Departamental (correspondiente a los departamentos de Angol, Laja y Mulchén), por el período legislativo 1933-1937. No logró finalizar su periodo parlamentario, porque renunció luego de aceptar el cargo de ministro de Estado; y en su reemplazo se incorporó, el 25 de junio del mismo año, Pedro Hernán Freeman Caris.
Durante el gobierno del presidente liberal Arturo Alessandri fue nombrado como ministro del Trabajo, cargo que sirvió desde el 19 de abril de 1934 hasta el 31 de marzo de 1936, fecha en que fue nombrado como ministro de Tierras y Colonización, ejerciendo hasta el 15 de enero de 1937. Y, finalmente, fue nombrado como ministro de Justicia, el 24 de marzo de 1937, desempeñandose en el cargo hasta el 6 de agosto del mismo año.
Hacia el gobierno del presidente radical Pedro Aguirre Cerda, fue nombrado como director delegado del gobierno ante la Compañía de Teléfonos de Chile, cargo al que renunció el 3 de febrero de 1939.
El 8 de agosto de 1950, asumió por segunda vez como ministro del Trabajo, cargo que ostentó hasta el 29 de julio de 1952, bajo la administración del también presidente radical Gabriel González Videla.
En elecciones parlamentarias de 1957, fue candidato a senador por Atacama y Coquimbo, por el período 1957-1965, pero no resultó electo.

## Actividades posteriores
El 5 de mayo de 1956, fue designado como profesor de la cátedra de derecho civil en la Escuela de Derecho de la Universidad de Chile, cargo que ejerció hasta 1982. Paralelamente, fue miembro del Consejo General del Colegio de Abogados, escaño que ocupó hasta su fallecimiento.
Por otra parte, se desenvolvió como empresario forestal, ya que a comienzos de la década de 1950 le adquirió a Osvaldo Hiriart, exparlamentario y ministro del Interior, el fundo "El Trapiche", ubicado en las cercanías de Coipue, comuna de Curepto, actual región del Maule. También fue propietario del diario El Ideal de Mulchén, y recibió la Orden de Isabel la Católica por parte del gobierno de España.
Además fue masón, siendo elegido como Gran Maestro de la Gran Logia de Chile el 4 de junio de 1954, y reelegido para un nuevo período, en 1956, pero renunció al puesto, lo que fue aceptado por el Consejo de la institución el 17 de junio de 1957. Durante su mandato, se promulgó la Constitución Masónica vigente desde el 1 de noviembre de 1955 y se dictó el decreto nº 318, de ese mismo año, con el «Programa de Instrucción Masónica» para los tres grados simbólicos.
Falleció en Santiago de Chile el 23 de marzo de 1982, a los 81 años.